# Trialeurodes cryptus
Trialeurodes cryptus là một loài côn trùng cánh nửa trong họ Aleyrodidae, phân họ Aleyrodinae.
Trialeurodes cryptus được Martin miêu tả khoa học đầu tiên năm 2005.